# مجلس الأزياء العربي
مجلس الأزياء العربي (Arab Fashion Council) هي أكبر منظمة غير ربحية للموضة في العالم كمنظمة دولية غير حكومية التي تمثل الاثنان وعشرون دولة عربية أعضاء في جامعة الدول العربية، حيث انّ هدفها الرئيسي هو تعزيز اسم مصممي الأزياء العرب عالمياً، نشر ثقافة الموضة في المنطقة ووضع العالم العربي على الخريطة الدولية للأزياء. تضم إلى عضويتها الشركات والمواهب العربية في صناعة الأزياء، عارضي الأزياء، المصورين، مصففي الشعر، خبراء الماكياج ومخرجين الفن. وبالمثل فإنّه ينظم وكالات عرض الأزياء عن طريق رسم المعايير العالمية من اجل حماية عارضي الأزياء في العالم العربي. واخيراً، انّه ينظّم جامعات الموضة المرخصّة وفقاً لقوانين الدول العربيّة.

الرئيس الفخري التنفيذي سعادة ماريو بوسيلي الرئيس السابق لغرفة الوطنية للموضة الإيطالية.

في 14 يوليو 2015 صاحبة السمو الملكي الشيخة بشاير نايف الأحمد الصباح قد عينت في منصب الرئيس الفخري لمجلس الأزياء العربية في الكويت 

## التشكيل والبنية
تأسس في لندن تحت أعمال الشركات لعام 2006، حيث تم اختيار لندن كمدينة حيادية لتمثيل بالتساوي الدول العربية 22. يعمل مجلس الأزياء العربي من خلال إقامة اتفافيات شراكة مع شركات في المنطقة بأسرها، ويقوم تشكيل المجلس على ستة ركائز اساسيّة حيث يتم تمثيل كل ركيزة بلون مختلف

-	الهيئة العلية تتألف من مجلس الإدارة والاستشاريين التي من وجبها تشغيل المجلس، التنظيم والتخطيط الاستراتيجي. ممثلة بالون الأبيض الذي يرمز للشفافيّة.

-	هيئة الرؤساء الفخريين تتالف من 22 سيدة عربيّة من العائلات الحاكمة التي يقدم المجلس ترشيحهم استناداً إلى الانجازات التي قاموا بها في المجتمع العربي والقطاع العام. من واجبات كل سيّدة التأكد انّ بلدها ممثل خير التمثل داخل المجلس بصفة الرئيس الفخري للمجلس. تتمثل الهيئة بالون الرملي الذي يرمز إلى الأرض العربيّة.

-	هيئة الرواد الفخريين تتالف من الشخصيات البارزة التي قدمت انجازاتها مسام هامّة لصناعة الأزياء. تتمثل بالون الأخضر الذي يرمز إلى ازدهار وربيع المجلس. من بين الرواد هم رالف دباس مؤسس دابليو موتورز، مارك يدرمان الرئيس التنفيذي لجامعة Domus Academy [الإنجليزية]، ورافايللو نابوليوني الرئيس التنفيذي لشركة Pitti Immagine [الإنجليزية].

-	هيئة السفراء تتالف من الشخصيات البارزة في صناعة الأزياء التي يتم اختيارهم من قبل الهيئة العلية الذي من واجبهم تمثيل المجلس حول العالم. تتمثل بالون الأزرق الذي يرمز إلى البحار والاسفار.

-	هيئة الاعضاء المنتسبين تتالف من مصممي الأزياء، المواهب والشركات في صناعة الأزياء. تتمثل بالون الأحمر الذي يرمز إلى الشغف والجهد.

-	هيئة مجلس النواب تتالف من الاعضاء المنتخبون من قبل الآعضاء لتمثيلهم داخل المجلس وحضور الجلسات مع الهية العلية. تتمثل بالون الأصفر الذي يرمز إلى الأمل.

## الأنشطة
من ابز الانشطة العالمية التي يقوم بها مجلس الأزياء العربي هو تنظيم مرتين سنويا الحدث العالمي المرموق الذي يمثل كل البلدان العربيّة تحت عنوان واحد، اسبوع الموضة العربي. هو وحده الاسبوع الموضة الرسمي في العالم العربي الذي تنظمه منظمة عالمية وهدفه دعوة مصممي الأزياء العالمين لعرض مجمعتهم الحصريّة للعالم العربي جنباً الي جنب مع المصممين العرب.

### انشطة مماثلة
اسابيع للموضة أخرى التي تنظمها جمعيات مشابهّ لمجلس الأزياء العربي هي اسبوع الموضة في نيويورك، اسبوع الموضة في لندن، اسبوع الموضة في ميلانو واسبوع الموضة في باريس.

## التعليم العالي
بالتعاون مع جامعة دوموس اكادمي العالمية يدعم المجلس التعليم العالي من خلال توفير منح دراسية بتغطية كاملة للطالب العرب بعد دخول مسابقة سنوية لدراسة الماجستير في تصميم الأزياء في أكاديمية دوموس في ميلان. ومع تركيزه على اهمية المبادرات التعليمية التي يتولاها مجلس الازياء العربي، يدعم مكتب اليونسكو في الدوحة هذه المبادرة التعليمية المميزة، معتبرا انها تساهم في تعزيز التنوع الثقافي ودعم الصناعة الابداعية، الامر الذي يتماشى مع انشطة مكتب الاونيسكو في الدوحة.

## أعمال خيريّة واستراتجيّة السلام
انه مجلس الأزياء الاوّل حول العالم الذي يعمل على وضع نضام صحّي ومعاش تقاعدي عند بلوغ سن 65 لحماية اعضائه وتقديم لهم مستقبل أفضل.
بالإضافة إلى ذلك يحاول المجلس تحقيق السلام مرورا بعالم الموضة والفن متاثراً باهداف اتحاد الولايات المتحدة للسلام في الشرق الأوسط.